# Pierre Sprey
Pierre Sprey (ur. 22 listopada 1937 w Nicei, zm. 8 sierpnia 2021 w Glenn Dale) – amerykański analityk cywilny, ekspert obrony, inżynier aeronautyki i statystyk pracujący w Pentagonie. Członek zespołów, które przyczyniły się do powstania samolotów Fairchild A-10 Thunderbolt II i General Dynamics F-16 Fighting Falcon.

## Życiorys
Pierre Sprey do Stanów Zjednoczonych przeniósł się w wieku trzech lat. Jego ojciec był znanym skrzypkiem jazzowym. Pierre Sprey studiował matematykę. W 1966 roku przeprowadził się do Waszyngtonu i wraz z trzema przyjaciółmi rozpoczął pracę w Pentagonie. Pracował w zespole, który zaprojektował samolot bliskiego wsparcia wojsk lądowych Fairchild A-10 Thunderbolt II, nazywany też Warthog (guziec). Od 1968 wraz z Johnem Boydem tworzyli grupę cywilnych specjalistów zwaną „Fighter Mafia”, która stworzyła koncepcję taniego, lekkiego myśliwca, alternatywnego dla McDonnell Douglas F-15 Eagle. Ich wymagania doprowadziły do wyboru samolotu General Dynamics F-16 Fighting Falcon. W Pentagonie pracował do 1971.
W latach 70. i 80. Pierre zajął się swoją pasją muzyczną. Jego zainteresowanie poszło w kierunku ulepszania jakości nagrywania i dźwięku. 
W 1983 roku poznał pianistkę jazzową i wokalistkę Shirley Horn, z którą jako producent w 1986 roku w Atlancie nagrał płytę „Softly”. W następnych latach Pierre Sprey pracował nad ulepszaniem jakości nagrań. Konstruował nowe rozwiązania techniczne pozwalające na nagrywanie dźwięku w najczystszej postaci m.in. mikrofony oraz doskonaleniu odbiorników samochodowych. Założył firmę fonograficzną Mapleshade Records, która produkuje i nagrywa muzykę jazzową, gospel i blues. Sprey na emeryturze prowadził sklep muzyczny w Baltimore. Kilkukrotnie był zapraszany w roli eksperta do programów telewizyjnych, gdzie krytykował samolot Lockheed Martin F-35 Lightning II.
Zmarł 8 sierpnia 2021 w swoim domu w Glenn Dale na atak serca.